# ليليان يوهانسون
ليليان يوهانسون (بالسويدية: Lilian Johansson)‏ هي ممثلة سويدية، ولدت في 10 مارس 1948 بستوكهولم في السويد.

## وصلات خارجية
- ليليان يوهانسون على موقع IMDb (الإنجليزية)
- ليليان يوهانسون على موقع قاعدة بيانات الأفلام السويدية (السويدية)